# Coccinelle
Jacqueline Charlotte Dufresnoy (Paris, 23 de agosto de 1931 — Marselha, 9 de outubro de 2006), mais conhecida por seu nome artístico Coccinelle (joaninha em francês), foi uma atriz, artista, cantora, e ativista transexual francesa.
Coccinelle foi uma das primeiras transexuais da Europa a se submeter a uma cirurgia de redesignação sexual, em 1958. Isso, contudo, não a impediu de ter a bênção da Igreja, em seu casamento (1960), e tampouco impediu que o papa lhe concedesse uma audiência particular.